# Лень (гравюра)
«Лень» (лат. Desidia) — рисунок пером для цикла из семи гравюр «Семь смертных грехов» нидерландского художника и графика Питера Брейгеля Старшего, создан в 1557 году.

## История
Рисунок пером, по которому различные мастера создавали гравюры, был создан Брейгелем в 1557 году. В 1558 году издатель Иероним Кок начал печатать гравюры по этому рисунку Брейгеля.

## Описание
Произведение представляет собой оттиск гравюры на бумаге с использованием серо-коричневых чернил. Размеры гравюры 214×296 мм. В левом нижнем углу указано авторство — «P. brueghel. Inuentor», в правом нижнем углу указана дата оттиска и имя издателя — «H. Cock. excude. cum gratia et priuilegio. 1558».
Существуют и другие оттиски в том числе зеркальные.

## Символы
Композиция гравюры просто насыщена символами лени — спящие лодыри, медленно ползающие животные, улитка, скорпионы, слизняки, черти и химеры.
В центре композиции изображена лежащая на осле женщина, ниже её подпись — «Лень» (лат. Desidia), то есть это персонификация порока. Подушку женщине поддерживает чёрт, что символизирует нидерландскую пословицу «Лень — подушка черта».
Около часов без стрелок изображён гигант, который использует водяную мельницу как отхожее место — это иллюстрация непристойной поговорки — «Он слишком ленив, чтобы дойти до отхожего места». Игральные кости относятся к убивающим время в таверне, о лени напоминают и часы без стрелок — остальные мотивы загадочны.
Внизу гравюры выполнены две назидательные надписи:
- надпись на латыни — лат. segnities robvr frangit longa ocia nervos, что означает — «Медлительность отнимает силу, длительная праздность разрушает решительность» (из «двустиший Катона»).
- ещё ниже выполнена надпись на фламандском — нидерл. Traecheyt maeckt machteloos en verdroocht die senuwen dat de mensch nieuwers toe en doocht, что означает — «Лень делает (человека) бессильным и лишает силы духа, пока человек уж ни на что не годен».